# Phyciodes graphica
Espèce
Phyciodes graphica est une espèce d'insectes lépidoptères (papillons) de la famille des Nymphalidae, de la sous-famille des Nymphalinae et du genre Phyciodes.